# Гаджиев, Магомедсалам Станиславович
Магомедсалам Станиславович Гаджиев (род. 8 июля 1972, Махачкала) — российский и азербайджанский борец вольного стиля, призёр чемпионата России, чемпион СНГ и Европы, серебряный призёр Кубка мира, участник летних Олимпийских игр 1992 года в Барселоне и 1996 года в Атланте. Мастер спорта России международного класса. Сын Станислава Гаджиева, брат Мурада Гаджиева.

## Карьера
На Олимпиаде 1992 года выступал за Объединённую команду. В первых трёх схватках последовательно победил по очкам представителя Турции Селахаттина Йигита, польского атлета Кшиштофа Валенчика и болгарина Валентина Желева. В четвёртой проиграл по очкам американцу Кенни Мондэю, а пятую пропустил. В схватке за бронзовую медаль проиграл со счётом 1:0 иранскому борцу Амиру Реза Хадему и занял итоговое четвёртое место. На следующей Олимпиаде выступал за команду Азербайджана и занял 8-е место.
В 1992-1994 годах был членом сборной команды России. Затем выступал за команду Азербайджана. В 1996 году завершил спортивную карьеру.

## Спортивные результаты
- Чемпионат России по вольной борьбе 1993 года — ;